# Liste der Bodendenkmale in Brand-Erbisdorf
In der Liste der Bodendenkmale in Brand-Erbisdorf sind die Bodendenkmale der Stadt Brand-Erbisdorf und ihrer Ortsteile nach dem Stand der Auflistung von Volkmar Geupel aus dem Jahr 1983 aufgelistet. Eventuelle Änderungen und Ergänzungen, insbesondere aus der Zeit nach der Wende, sind nicht berücksichtigt, da für Sachsen aktuell keine neueren allgemein zugänglichen Bodendenkmallisten vorliegen. Die Baudenkmale sind in der Liste der Kulturdenkmale in Brand-Erbisdorf aufgeführt.
| Denkmal-ID | Fundart            | Ortsteil        | Bezeichnung                                    | Zeitstellung | Lage                                                                                              | Bemerkungen | Bild |
| ---------- | ------------------ | --------------- | ---------------------------------------------- | ------------ | ------------------------------------------------------------------------------------------------- | --- | ---- |
| ?          | Befestigung > Burg | Brand-Erbisdorf | befestigter Hof „Alter Hof“, „Steinen Vorwerk“ | Mittelalter  | südöstlich des Orts im Niederfreiwald, direkt westlich der Straße von Berthelsdorf nach Müdisdorf | zwei befestigte Areale, die von einem System aus Wällen und Gräben umschlossen sind, Schutz seit 11. Oktober 1976 |      |